# Polyrhaphis kempfi
Polyrhaphis kempfi är en skalbaggsart som beskrevs av Lane 1978. Polyrhaphis kempfi ingår i släktet Polyrhaphis och familjen långhorningar. Inga underarter finns listade i Catalogue of Life.